# Nachal Mejcar
Nachal Mejcar (hebrejsky: נחל מיצר) je vodní tok o délce 9 km a přírodní rezervace v Izraeli, respektive na Golanských výšinách okupovaných Izraelem od roku 1967.
Pramení poblíž vesnice Mejcar, na náhorní planině v jižní části Golanských výšin. Směřuje pak k západu a pak k jihu, přičemž se rychle zařezává do podloží a vytváří úzké údolí. Na jeho toku se nachází několik vodopádů aktivních během období dešťů. Nejvyšší z nich má výšku 9 metrů. Část údolí je součástí přírodní rezervace Mejcar. Ta je přístupná jen po konzultaci. Nachází se totiž nedaleko hraničního pásma, které odděluje Golanské výšiny a Jordánsko. Nachal Mejcar ústí do řeky Jarmuk nedaleko od lázeňského a archeologického komplexu Chamat Gader.